# Sint-Jozefskerk (Meerhout)

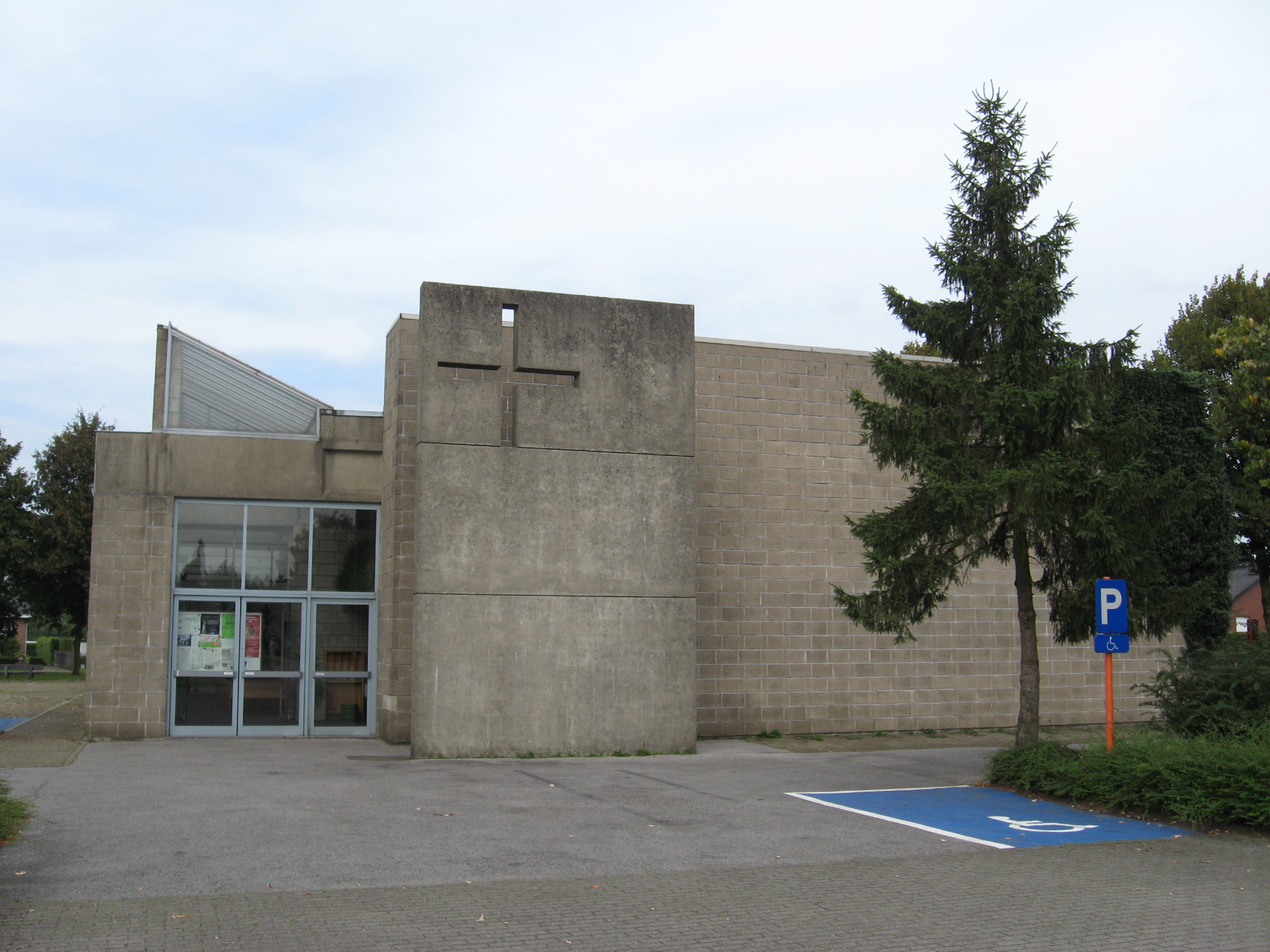
Sint-Jozefskerk

De Sint-Jozefskerk is de parochiekerk voor de tot de Antwerpse plaats Meerhout behorende wijk Weversberg, gelegen aan het Kerkplein.
Weversberg werd in 1963 een zelfstandige parochie en de kerk werd gebouwd in 1968-1969 naar ontwerp van Lou Jansen en Rudi Schiltz.
De kerk is gebouwd in de stijl van het naoorlogs modernisme, neigend naar het brutalisme. De buitenwanden bestaan uit betonblokken en ruwe betonstenen. Een in het beton uitgespaard Grieks kruis herinnert eraan dat het hier een kerkgebouw betreft. De kerk heeft een plat dak en daarop schuine bovenlichten die voor de verlichting van de kerkzaal zorgen.
De kerk bezit enkele beelden die afkomstig zijn van de Onze-Lieve-Vrouw van Opstalkapel. Het betreft beelden van Sint-Rochus en Sint-Ambrosius, uit de 16e eeuw.